# Benkő Textilipari Rt.
A Benkő Textilipari Rt.-t 1923-ban Pestszentlőrincen alapította id. Benkő János és családja, eredetileg „szövő- és hímzőipari áruk” – technológiailag pamutszövetek – előállítására. A vállalat családi vállalkozásként az államosításig (1948) működött, ekkor nemzeti vállalattá nyilvánították, majd 1950-ben beolvasztották a Kispesti Textilgyárba. A gyártelepet később a Könnyűipari Alkatrészgyártó és Ellátó Vállalat (KAEV) használta, majd az 1989-ben végbement rendszerváltozást követően az ingatlant a műanyagok gyártásával foglalkozó Plastinform Kft. vásárolta meg. 2022-ben a gyár egykori épületeit lebontották.

## Története

### 1923–1945
A Benkő Textilipari Rt.-t 1923. július 26-án Pestszentlőrincen, a Wlassics Gyula utca–Garay utca–Bókay Árpád utca által határolt területen, 10 millió korona alaptőkével alapította id. Benkő János építőmester, ifj. Benkő János építész és dr. Martos József ügyvéd. Az épületeket – egy 104 m² alapterületű földszintes szövőműhelyt és mellé egy lakó- és raktárépületet – ifj. Benkő János tervei alapján építették fel. Tíz kéziszövőgéppel 1924-ben kezdték meg a munkát. Az 1924-ben tartott első közgyűlésen az alaptőkét 40 millió koronára emelték és ugyanezen a közgyűlésen Martos József lemondott igazgatósági tagságáról. Helyét dr. Benkő József mérnök, a gyár üzletvezetője töltötte be, aki később ügyvezető igazgatóként, majd vezérigazgatóként át is vette a cég vezetését. Irányítása alatt a vállalat jelentősen fejlődött. Már 1924 nyarán 22 mechanikus szövőgépet vásároltak és az év végére 20–25 munkással különböző nadráganyagokat és más pamutszöveteket gyártottak. Az évet 15 millió korona nyereséggel zárták.
1925-ben az alaptőkét 500 millió koronára emelték és további 12 szövőgép, valamint cérnázó-, csévélő- és más gépek vásárlásáról döntöttek. Amikor 1926-ban a koronát a pengő váltotta fel, az alaptőkét 625 millió koronának megfelelő 50 ezer pengőben állapították meg. 1926-ban a cégnél 26 mechanikus szövőgép és 400 cérnázóorsó működött és kikészítőüzemet is létesítettek, ahol bérmunkát is vállaltak. A további fejlesztések során 1927-ben 50 szövőgéppel, 1500 cérnázóorsóval, majd 1928-ban 5000 orsós vigonyfonodával bővült a 75 munkást foglalkoztató üzem. Tiszta nyereségük 1926-ban 16 ezer, 1927-ben 12 ezer pengő volt. 1928-at azonban 138 ezer pengő veszteséggel zárták. Tevékenységük – saját gyártású szöveteik mellett – jelentős részben pamut-, len- és kenderfonalak bérmunkában végzett szövésével és a szövetek kikészítéséből állt. A bérmunkáknak köszönhetően 1929-től kezdődően már ismét nyereséggel zárták az éveket. 1933-ban a munkások bérkövetelése sztrájkba torkollott. Ekkor kb. 150 munkást foglalkoztatott a gyár.
A fejlesztéseket tovább folytatták. Transzformátorházat építettek, raktár- és üzembővítést hajtottak végre, 10 használt szövőgéppel és 400 cérnázóorsóval bővítették a gyártó kapacitást.
1933-tól a cég nyeresége csökkenő tendenciát mutatott, ami 1937-ben és 1938-ban veszteségbe fordult, de 1939-ben egy közszállítási megbízásnak köszönhetően ismét nyereséget értek el s ez a későbbi években is folytatódott, egészen 1943-ig. Ekkoriban a cég termékeit nadrágszövetek és más felsőruházati pamutszövetek, len-, féllen- és műselyemszövetek alkották, amelyeket elsősorban közszállításokra, ipari és mezőgazdasági munkások ruhaanyagai számára, valamint – főleg a műselyem-bélésszöveteket – rendes kereskedelmi forgalom számára gyártottak. 1942-ben a gyárban 100 db – felerészben széles, felerészben keskeny – nyüstös, vetülékváltós szövőgép, 150 orsó csévélő- és 1200 cérnázóorsó, felvetőgépek és teljes pamutkikészítő üzem működött.

### 1945–1947
A második világháború alatt a gyárat jelentős károk érték, épületei és gépparkja súlyosan megsérült. Nyersanyag- és készárukészleteit elhurcolták. A háború befejeztével a gyár azonnal megindította a termelést, szovjet megrendelésre, a Szovjetuniótól kapott pamutfonalakkal bérmunkát végzett, majd később mezőgazdasági munkások számára ruhaanyagokat készített. 1945-ben a korábbi termelés 65%-át, 1946 közepére – az eredeti 130-cal szemben mindössze 75 munkással – már ismét 100%-át teljesítette: pamut-, műrost-, műselyem- és lenszöveteket gyártott. Eközben a dolgozók életkörülményeit is javító intézkedéseket hajtottak végre: 1947-ben gyereket nyaraltattak, tüzelőt, burgonyát utaltak ki a családoknak, étkeztetést biztosítottak az üzemben, napköziotthont létesítettek, kultúrházat építettek stb.

### 1948–1950
Az 1948-ban végrehajtott államosításkor a gyárban 160-an dolgoztak. A szövödében 88 szövőgép működött. Termékeit ekkor főleg ipari és mezőgazdasági munkások számára készült felsőruházati szövetek tették ki. A vállalat vezetésére Móricz István technikust nevezték ki. 1950-ben a Benkő Textilipari Rt. nemzeti vállalatot beolvasztották a Kispesti Textilgyárba.

## A gyár utóélete
A gyártelep 1960 körül a Könnyűipari Alkatrészgyártó és Ellátó Vállalathoz (KAEV) került, majd a kerületi tanácsnak adták át. Az 1989-ben végbement rendszerváltozást követően az ingatlant a műanyagok gyártásával foglalkozó Plastinform Kft. vásárolta meg.

## Forrás
1. ↑  Pápai Tamás László: 100 éve alapították a Benkő Textilipari Részvénytársaságot. (Hozzáférés: 2024. május 1.)

## Kapcsolódó szócikk
- Kispesti Textilgyár